# Roy Samaha
Roy Nicolas Samaha (in arabo روي نيكولاس سماحة‎?; Zahle, 12 settembre 1984) è un ex cestista libanese.

## Carriera
Con il Libano ha disputato due edizioni dei Campionati mondiali (2002, 2006) e i Campionati asiatici del 2007.